# Vandellia pusilla
Vandellia pusilla är en tvåhjärtbladig växtart som först beskrevs av Carl Ludwig von Willdenow, och fick sitt nu gällande namn av Merrill. Vandellia pusilla ingår i släktet Vandellia och familjen Linderniaceae. Inga underarter finns listade i Catalogue of Life.